# Winter (Band)
Winter ist eine Death-Doom-Band, die nach ihrer zwischenzeitlichen Auflösung allmählich Kultstatus entwickelte.

## Geschichte
Außer einem Demotape erschien nur ein Album, Into Darkness von 1990, sowie eine EP bei Nuclear Blast 1994. 1999 wurden Album und EP gemeinsam auf CD wiederveröffentlicht, erneut 2011 als CD und LP durch Southern Lord.
Gitarrist Stephen Flam spielte nach der Auflösung bei Thorn. Ende der 1990er Jahre kam die Band wieder zusammen, löste sich jedoch wieder auf, nachdem sie ihre neuen Stücke für eine Veröffentlichung als unzureichend erachtete. 2011 trat die Band beim Roadburn Festival auf.

## Stil
Die Band verbindet Doom Metal mit Einflüssen aus dem Death Metal und gilt durch ihr extrem langsames Spiel als ein Urheber eines modernen Doom Metals. Sie gelten zugleich als Pioniere des Funeral Doom.

## Diskografie
- 1989: Winter (Demo)
- 1990: Into Darkness (Album)
- 1994: Eternal Frost (EP)
- 2024: Live in Brooklyn NY 09/02/2012 (Live-Album)